# 燕子岩
燕子岩，位于中国广东省河源市龙川县贝岭盘陂，为龙川县的一个县级文物保护单位，类型为其他，公布时间为1962年5月。
燕子岩的历史年代为唐代。